# Antonio Lupicini
Antonio Lupicini (c.1530-c.1606) fue un astrónomo, ingeniero, escritor y arquitecto de Italia.
.-Antonio Lupicini en sus "Discursos militares", dice que atacando una plaza marítima envías algunos vageles con puentes a la proa], que se levanten por aparejos de las mismas naves, y que los puentes, en el extremo que han de mirar a la plaza tengan fuertes garfios de hierro, que se agarren contra los parapetos, a fin de que el puente no se destaque mientras pasan por el infantes a la plaza, contra cuyos flancos disparen continuamente otras embarcaciones para que la artillería y el fusil de los enemigos no embarazen este desembarco ("Reflexiones militares del Vizconde de Puerto:..." de Álvaro Navia Ossorio, marqués de Santa Cruz de Marcenado, 1726)

## Biografía
Antonio fue un astrónomo y arquitecto, toscano y culto, fue un escritor muy hábil, cuantioso, propio y cerrado, y se dio a las matemáticas y fue soldado de Cosme I de Médici a la guerra de Siena, y en 1552 se encontraba en el asedio de Montalcino, defendido por Paolo Giordano I Orsino. 
Tras el cese de hostilidades, regresa a Florencia, dedicándose con mayor ardor al estudio: arquitectura militar, hidráulica, artillería, astronomía y geometría, y para socorrer el Imperio con soldados, es enviado como ingeniero a Germania, preso Rodolfo II del Sacro Imperio Romano Germánico, mejorando las plazas del Imperio y se carteó con dos cartas con su príncipe.  
Cierto tiempo después regresa a Toscana a dar su obra teórica y práctica sobre sus estudios de hidráulica, y cogió fama y fue requerido por el Senado de Venecia, y en 1584, fue empleado en grandes labores en la laguna de Venecia, dirigiendo la purga del canal, nivelándolo y haciendo habitaciones subterráneas en aquella ciudad.
En 1594 fue nombrado ingeniero por Antonio de Médici expedido en Hungría, y en octubre del mismo año mandaba a Ferdinando del estado de las fortificaciones de Giavarino, plaza que iba a aguantar todo el esfuerzo de la campaña militar.
Como escritor destacan las siguientes obras: "Arquitectura militar, dedicada al Gran Duque de Toscana Don Francisco de Médici, conteniendo un discurso militar de Francisco de Conti de Montauto, tratando de la artillería y una carta anónima sobre el servicio en un foso en una fortaleza"; "Discurso sobre la fábrica y uso de las nuevas barras astronómicas, dedicada al archiduque Ernesto de Austria, para operaciones altimétricas"; "Discurso sobre el asalto de algunos sitios, dedicada al Gran Duque Ferdinando, de treinta sitios diferentes", y otras obras., como la reparación del río Po citada por Giulio Negri, jesuita y biógrafo, historiógrafo del Gran Duque de Florencia en "Escritores florentinos" ("Storia degli scrittori Florentini", 1722).

## Obras
- Breve discorso sopra la reduzione dell'anno et emendazione del Calendario, scritto d'ordine del Gran Duca Francesco I sopra il nuovo modo proposto a Gregorio XIII pe emendare il Calendario, Firenze, 1578, in-4º, también 1580
- Archittetura militare con altri avvertimenti appartenenti alla guerra, Firenze, 1582, con dedica al Gran Duca Francesco. Contiene: "Dell'Architettura militare libro I"; "Discorso militare all Sr. Francesco de Conti di Montauto", segue pag 88 ed ultima una lettera ad anonimo sul servizio del fosso nelle fortezze.
- Discorso sopra la fabrica e uso delle nuove verghe astronomiche, Firenze, 1582, in-4º con dedica all'arciduca Ernesto d'Austria.
- Discorso sopra i ripari del Po ed altri fiumi che hanno gli argini di terra posticcia, Firenze, 1585, in-4º.
- Discorsi militari sopra l'espugnazione d'alcuni siti, Firenze, 1587, in-4º, dedica dell'autore al G.D. Ferdinando.
- Discorso sopra i ripari delle inondazioni di Fiorenza, Firenze, 1591, in-4º, dedicato dall'aaut al Gr.D. Ferdinando, con data di Firenze 8 de agosto de 1591.